# Uomini ombra
Uomini ombra è un film di spionaggio del 1954 diretto da Francesco De Robertis.

## Trama
Durante la seconda guerra mondiale, il servizio segreto della Regia Marina italiana, chiamato ISMA (Informazioni Segrete Marina) nel film, in realtà SIS, acquisisce un cifrario segreto degli inglesi. Quindi il controspionaggio italiano si mette sulle tracce di agenti che lavorano in Italia sotto copertura e forniscono informazioni false.

## Produzione
Tratto dalle memorie di guerra del capitano di vascello Mario De Monte, che del film è anche consulente tecnico, la produzione è realizzata per la prima volta da Film Costellazione. È tra le prime interpretazioni di Giorgio Albertazzi. Nel cast appare il celebre Paolo Stoppa, uno dei pochi attori che il regista riconfermerà in un'altra pellicola.
De Robertis si avvale di un cast tecnico collaudato ed affiatato. La colonna sonora, come spesso avviene, è affidata al compositore aretino Annibale Bizzelli, che realizzerà la musica di sette film del regista. De Robertis si affida ancora per la fotografia a Carlo Bellero, che firma, in tutto, otto suoi film, con Dino Reni (Bernardo Procacci) operatore alla macchina. Per la seconda volta il montaggio è curato da Eraldo Da Roma, che era stato tenore ed “È considerato il più grande montatore di tutti i tempi.” Aveva già montato il film “La nave bianca” di Roberto Rossellini, nel 1941 e monterà almeno altri tre film del regista.

## Critica
Francesco De Robertis “dirige diversi film seguendo in parte i moduli del cinema spettacolare americano”. (con riferimento al film in questione)

## Premi e riconoscimenti
La pellicola è stata proiettata tra i quattro film che hanno aperto la rassegna di film bellici, curata da Maurizio Cabona, per le celebrazioni per la Festa delle Forze Armate il 5 novembre 2008 al cinema Trevi di Roma. La rassegna è stata realizzata in collaborazione con il Ministero della difesa ed il Centro sperimentale di cinematografia (Cineteca Nazionale).